# Автомагистрала А2 (Хърватия)
Автомагистрала А2 на Република Хърватия (на хърватски: Avtocesta A2 или Zagorska autocesta; превод: Автомагистрала на Загория) е транспортен коридор, който, свързва столицата на Хърватия - Загреб със словенско-хърватската граница. Общата дължина на магистралата е 59 км. Тя преминава изцяло през Загорския регион. Автомагистралата се строи от 1997 г. и е завършена през май 2007 година с откриването на отсечката от Крапина до Мачел. В Словения пътят се свързва със словенската А4.